# Die Zeit, die man Leben nennt
Die Zeit, die man Leben nennt ist ein Spielfilm von Sharon von Wietersheim.

## Handlung
Der junge Pianist Luca steht vor dem unmittelbaren Durchbruch seiner internationalen Karriere, als ein Autounfall ihn all seiner Träume und Hoffnungen beraubt. Von der Hüfte ab gelähmt, verfällt er in eine tiefe Depression, aus der ihn weder seine große Liebe Josephine, noch seine geschiedenen Eltern herausreißen können. Völlig in sich zurückgezogen, beschließt Luca, seinem Leben ein Ende zu bereiten, als er wider Willen die Bekanntschaft des unkonventionellen Roderick macht, der sein Leben rettet.
Durch diesen jungen Mann, der gegen das Sterben rebelliert, erkennt Luca, dass es noch andere Werte im Leben gibt als die seinen. Eine ungewöhnliche Reise durch einen neuen Lebensabschnitt beginnt, wobei aus anfänglicher Abneigung eine außergewöhnliche Freundschaft wächst. Mit Mut, Humor und einem enormen Lebenswillen widersetzen sich Roderick und Luca ihrem Schicksal und kämpfen gemeinsam um Anerkennung, Liebe und Erfolg.

## Hintergrund
Der Film wurde im Herbst 2006 in München, Regensburg und Salzburg gedreht.

## Musik
Die Filmmusik wurde von Wolfram de Marco komponiert und im Sommer 2007 vom Babelsberger Filmorchester in Berlin eingespielt.

## Kritiken
- „Ergreifendes Plädoyer für das Leben“ (TV Movie)
- „Stark gespieltes und inszeniertes Werk“ (Prisma)[2]
- „Feine Melange aus Trauer und Heiterkeit“ (TV direkt)
- „Bewegendes Drama, das Mut macht“ (tv guide)
- „Schwache Geschichte, aber mit Verve gespielt“ (TV Spielfilm)[3]